# 米氏雲山
米氏雲山，又叫米點山水、米派，是北宋著名山水畫家米芾創建、兒子米友仁繼承發展的山水畫派別。「大米」米芾精於書畫，是宋四家之一，因爲癡迷書畫珍石，所以他又有「米癲」的別稱；「小米」米友仁繼承家學有成，筆下生機無窮；父子皆在山水畫上有重要的貢獻，並稱「大小米」。

## 畫風
畫風新奇獨特，以水墨點染來筆墨遊戲，也象徵著書畫的逍遙。水、墨的融合，令畫中空濛飄渺、雲霧繚繞、林樹隱現、水氣氤氳，有一種雲山墨戲的情趣韻味，別樹一幟。
例如在米芾的春山瑞松圖中，筆法清秀淡雅，打破舊有的風格，松林與山峰在霧靄中若隱若現，「米點」畫技使光斑錯落有致。

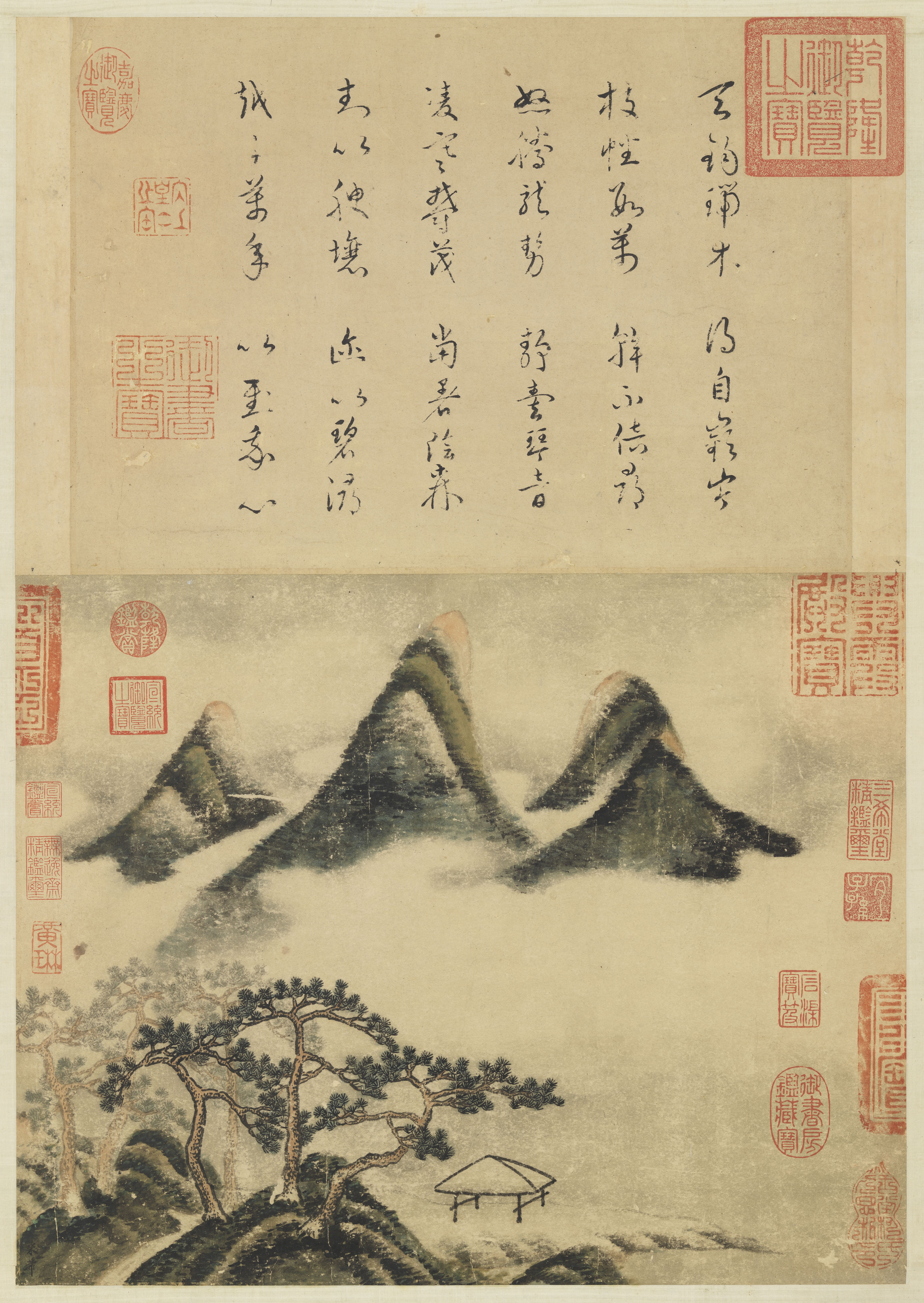
春山瑞松图（局部）
國立故宮博物院藏

而在米友仁的瀟湘奇景圖中，「奇景」在於它的變幻無窮、奧妙莫測，忽明忽暗，若隱若現，團團白雲裊裊飄動，有種幽靜深遠韻味。這份朦朧中的變幻使當時的人欣賞不已，稱他「善畫無根樹，能描朦朧雲。」
米芾不喜歡高聳入雲的山峰，而喜歡江南平淡、天真的煙雲霧景。在米芾這份對藝術的自然的追求之下，米氏雲山便隨之而生。

## 米點皴
米點皴可以說成是米氏雲山的代表，是中國山水畫裏面常用的皴法，又有分爲「大米點」（米芾的點皴形狀較大，故名）跟「小米點」（米友仁畫出來的點皴比較小，故名）兩種。米點皴呈橫向，可以用來描繪山林的鬱鬱葱葱，也可以用來畫樹葉等。可是由於米點皴只是用來渲染氣氛，而不是用來細描山的結構，所以在使用米點皴的之前，需要先用披麻皴法來畫出山的輪廓。米點皴此方法可以表現出江南的霧氣和煙雨，深受士大夫的歡迎。

## 名人

### 米芾
米芾，子元章，在宋徽宗時當書畫學博士。工於書畫，尤其擅長山水畫，畫風自成一格。自云：「信筆作之，多煙云掩映，樹石不取細意，似便已。」畫作有《珊瑚筆架圖》。

### 米友仁

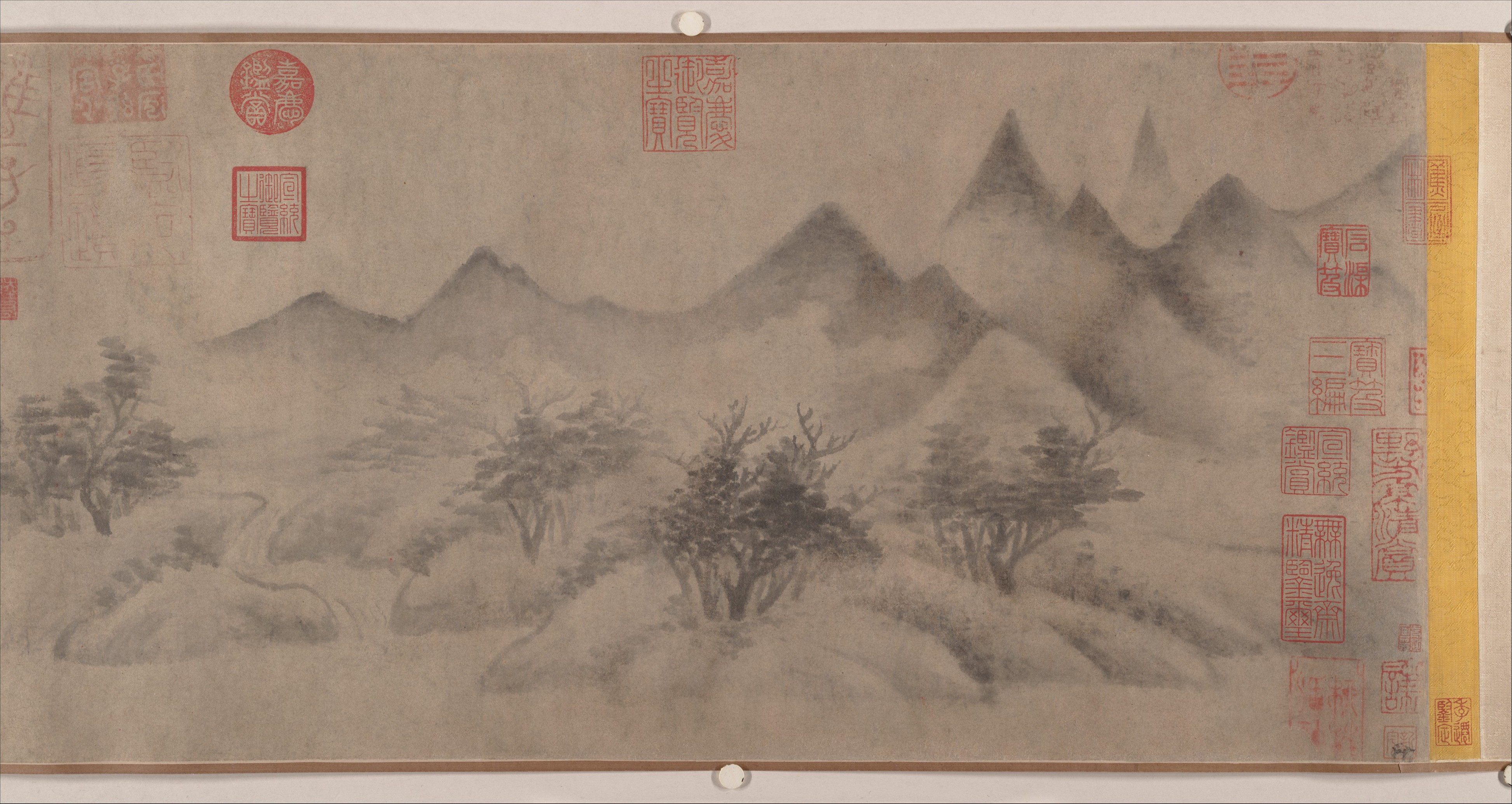
米友仁作《雲山圖卷》

米友仁，子元暉，米芾的長子，在家人的熏陶下精於書畫，繼承父親的畫技。有較多的畫作流傳於世，例子有《瀟湘奇觀圖》、《雲山墨戲圖等》。

### 高克恭

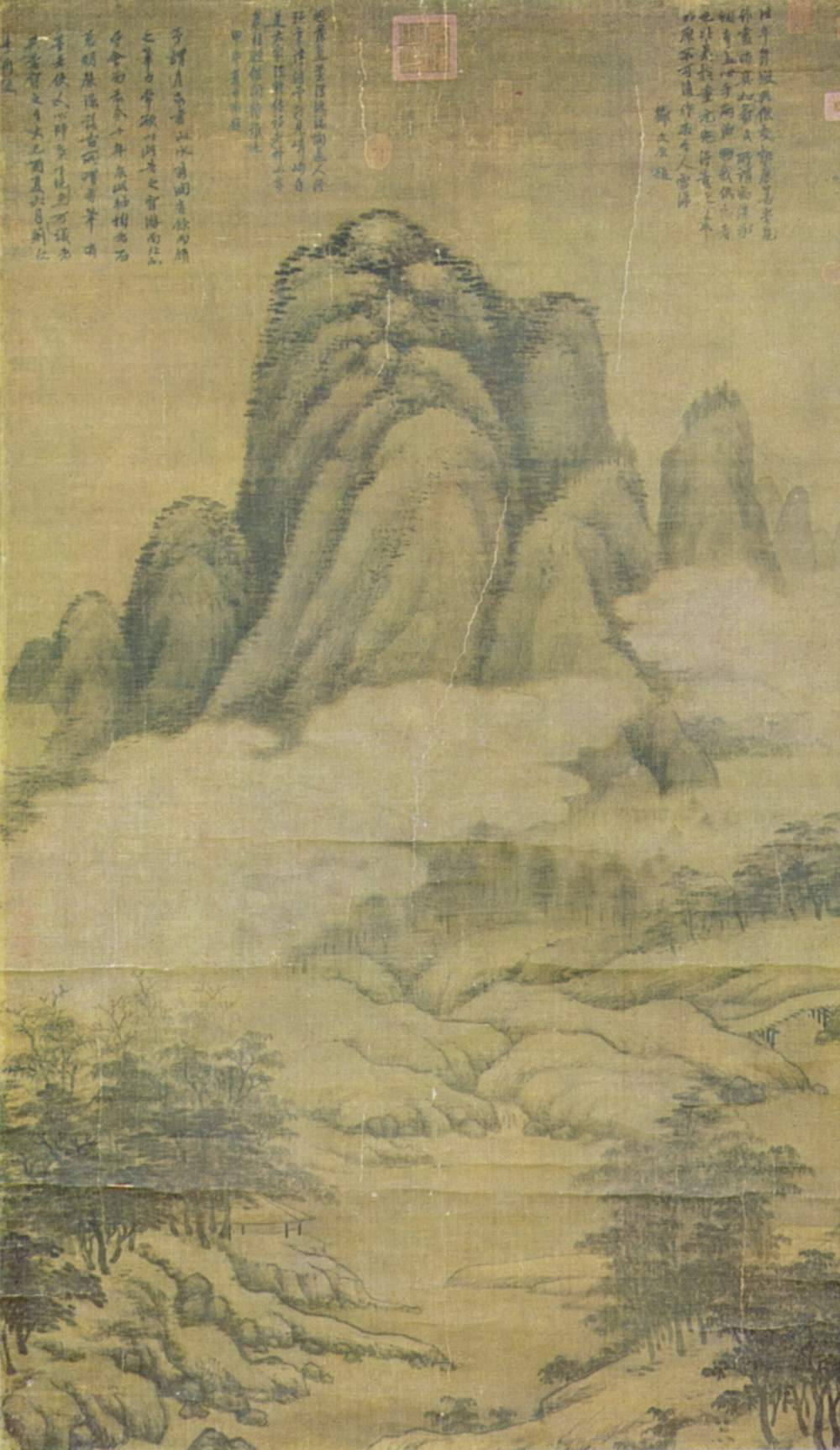
雲橫秀嶺圖，國立故宮博物院藏

高克恭（1248—1310年），字彦敬，元朝人，累官至太中大夫。通詩畫，最爲擅長山水、墨竹畫。與趙孟頫有「南趙北高」的並稱，享負盛名。畫作有《雲橫秀嶺圖》，《春山晴雨圖》、《秋山暮靄圖卷》等等。